# Мартин, Марио
Ма́рио Марти́н Риельве́с (исп. Mario Martín Rielves; 5 марта 2004, Сонсека) — испанский футболист, полузащитник клуба «Реал Вальядолид».

## Биография
Воспитанник клубов «Сонсека», «Толедо» и «Оделот-Толетум», а в 2016 году попал в академию столичного клуба «Реал Мадрид». С 2021 стал играть за резервную команду «Реал Кастилья».
26 января 2023 года дебютировал в составе основной команды «Реала» в четвертьфинальном матче кубка Испании против «Атлетико Мадрид» (3:1), выйдя на замену на 115-й минуте вместо Родриго. В феврале 2023 года попал в заявку основной команды на Клубный чемпионат мира 2022 года в Марокко, но на турнире на поле не выходил, а его команда стала чемпионом мира.
14 мая 2024 года дебютировал в высшей лиге Испании, выйдя на замену на 82-й минуте домашнего матча против «Алавеса» вместо Федерико Вальверде. В следующем туре, 19 мая, в гостевом матче против «Вильярреала» заменил Луку Модрича, причём снова на 82-й минуте.

## Достижения
«Реал Мадрид»
- Обладатель Суперкубка Испании: 2023
- Обладатель Кубка Испании: 2022/23
- Победитель Клубного чемпионата мира: 2022